# 一角鲸科
一角鲸科（学名：Monodontidae）又称 独角鲸科，在鲸下目中种类较少，现存两属两种：具有長角（僅有雄性）的一角鯨以及純白的白鯨，分布于北冰洋以及大西洋和太平洋北部。两种都是中型鲸鱼，3-5 米长，具有明顯的額隆，不具有明顯的吻突也不具有背鰭，但背脊有隆起。一角鯨科物種透過各種各樣的聲音進行社交互動。和其他齒鯨一樣，牠們也會透過回聲定位探測環境。白鯨棲息於大西洋及太平洋的最北端，一角鯨則僅棲息於大西洋及北冰洋。
一角鯨科為食性多樣的肉食性動物，以魚類、軟體動物及小型甲殼類為食。白鯨僅有數顆牙齒，一角鯨則只有兩顆，其中一顆在雄性會延長形成長角。妊娠期為 14 至 15 個月，多半僅會產下一頭幼鯨。幼鯨兩歲後斷奶，五至八歲達到性成熟。一角鯨為群體行動，有時族群數量可達數百頭個體。

## 分類學

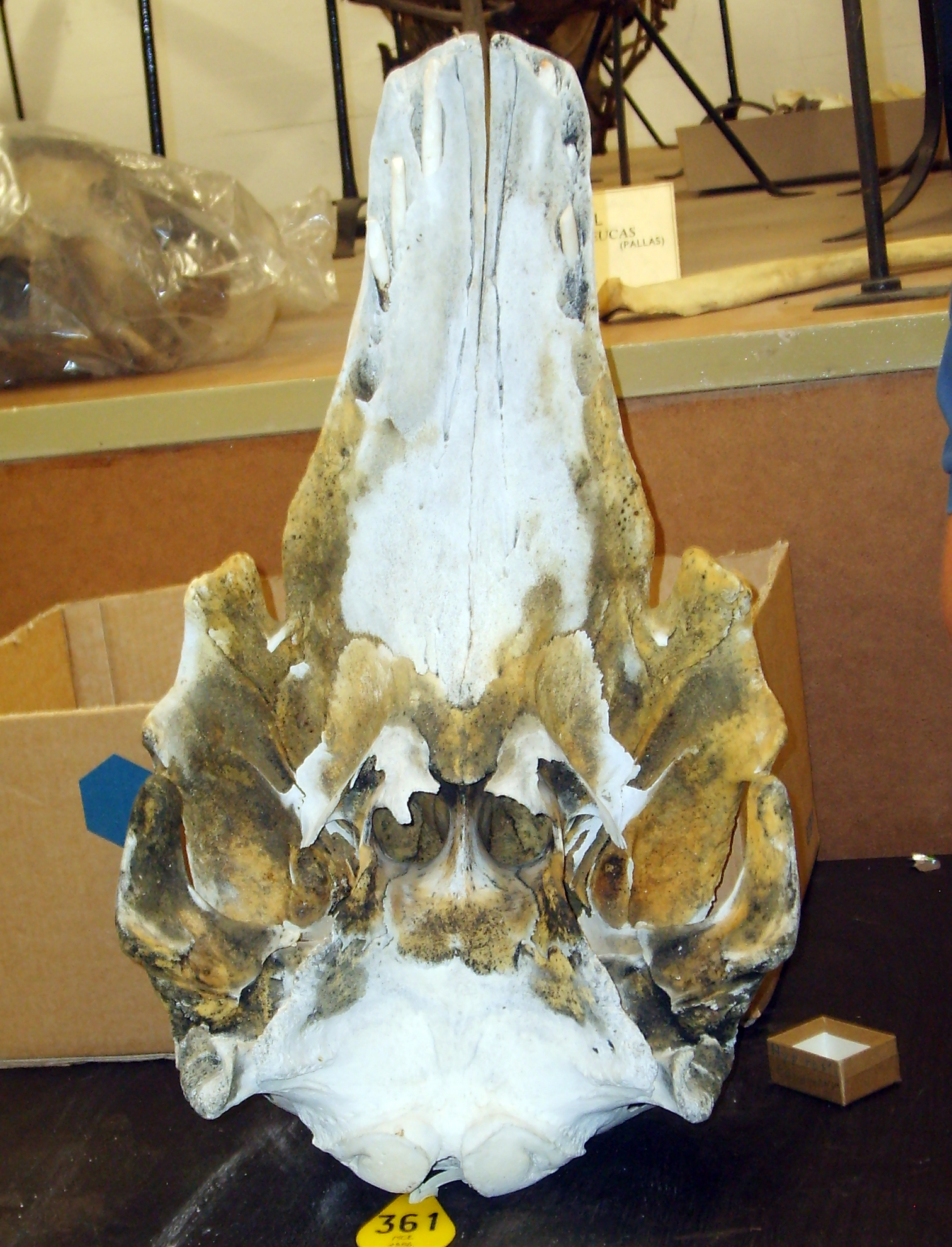
白鯨與一角鯨混種個體的顱骨，展於哥本哈根動物博物館

一角鯨科與海豚科、鼠海豚科組成海豚總科。基因研究顯示鼠海豚科與一角鯨科親緣關係較近，兩者組成一演化支並於 11 百萬年前與其他海豚總科分家。
- 齒鯨小目 Odontoceti
  - 海豚總科 Delphinoidea
    - 一角鯨科 Monodontidae
      -         - †羽幌鯨屬 Haborodelphis
          - †日本羽幌鯨 Haborodelphis japonicus

      - 白鯨亞科（英语：Delphinapterinae） Delphinapterinae
        - 白鲸属 Delphinapterus
          - 白鲸 Delphinapterus leucas

        - †卡薩蒂鯨屬 Casatia
          - †嗜熱卡薩蒂鯨 Casatia. thermophila

        - †原白鯨屬 Denebola
          - †短吻原白鯨 Denebola brachycephala

      - 一角鯨亞科（英语：Monodontinae） Monodontinae
        - †博哈斯卡鯨屬 Bohaskaia[4]
          - †似獨角博哈斯卡鯨 Bohaskaia monodontoides

        - 一角鲸属 Monodon
          - 一角鲸 Monodon monoceros

## 外部連結
- 维基共享资源上的相關多媒體資源：Monodontidae
- 維基物種上的相關：Monodontidae